# Piero Codia
Piero Codia (* 22. Oktober 1989 in Triest) ist ein italienischer Schwimmer. Bei Schwimmweltmeisterschaften gehörte er einmal zur siegreichen Staffel. Bei Europameisterschaften erschwamm er zweimal Gold, einmal Silber und einmal Bronze auf der 50-Meter-Bahn sowie je zweimal Gold und Silber auf der 25-Meter-Bahn. Bei Mittelmeerspielen gewann er zwei Goldmedaillen, eine Silbermedaille und zwei Bronzemedaillen.

## Sportliche Karriere
Der 1,90 Meter große Piero Codia begann in Triest mit dem Schwimmsport und wechselte später nach Rom zum Circolo Canottieri Aniene. Er gewann mehr als 25 italienische Meistertitel.

### Die frühen Jahre bis 2014 mit Europameisterschaftsgold 2012
Bei den Europameisterschaften 2012 in Debrecen schied er sowohl über 50 Meter als auch über 100 Meter Schmetterling im Halbfinale aus. Die 4-mal-100-Meter-Lagenstaffel mit Matteo Milli, Mattia Pesce, Piero Codia und Andrea Tolla erreichte das Finale mit der siebtbesten Vorlaufzeit, nur eine Zehntelsekunde vor den Neunten. Im Endlauf waren Mirco Di Tora, Fabio Scozzoli, Matteo Rivolta und Filippo Magnini fast sechs Sekunden schneller und gewannen den Titel. Wie seit 1984 üblich erhielten auch die im Vorlauf eingesetzten Schwimmer eine Goldmedaille.
Im Juni 2013 bei den Mittelmeerspielen in Mersin siegte der Serbe Ivan Lendjer über 100 Meter Schmetterling vor den beiden Italienern Matteo Rivolta und Piero Codia. Über 50 Meter Schmetterling schlug Lendjer vor Codia an. Die italienische 4-mal-100-Meter-Lagenstaffel gewann mit Matteo Milli, Andrea Toniato, Piero Codia und Gianluca Maglia. Mitte Juli bei der Universiade in Kasan wurde Codia Dritter über 50 Meter Schmetterling und Vierter mit der Lagenstaffel. Weitere zwei Wochen später bei den Weltmeisterschaften in Barcelona schied Codia über 50 Meter Schmetterling als 15. des Halbfinales aus.
Bei den Kurzbahneuropameisterschaften 2013 in Herning traten zehn Schwimmer im Finale über 100 Meter Schmetterling an, Codia belegte den neunten Platz. Die 4-mal-50-Meter-Lagenstaffel siegte mit Stefano Mauro Pizzamiglio, Francesco Di Lecce, Piero Codia und Marco Orsi mit 0,23 Sekunden vor den Deutschen. Über 50 Meter Schmetterling lagen nach den Vorläufen der Pole Konrad Czerniak und Piero Codia zeitgleich auf dem zehnten Platz. Beim Ausschwimmen des letzten Finalplatzes siegte der Czerniak.
2014 bei den Europameisterschaften in Berlin wurde Codia über 50 Meter Schmetterling Sechster mit 0,16 Sekunden Abstand zu den Medaillenrängen. Über 100 Meter Schmetterling schied Codia als 11. im Halbfinale aus.

### 2015 und 2016
Im Juli 2015 bei der Universiade in Gwangju wurde Codia Zweiter über 100 Meter Schmetterling. Über 50 Meter Schmetterling erkämpfte er die Bronzemedaille. Einen Monat später bei den Weltmeisterschaften in Kasan schied Codia bei seinen Einzelstarts vorzeitig aus. Die 4-mal-100-Meter-Mixed-Lagenstaffel mit Simone Sabbioni, Arianna Castiglioni, Piero Codia und Silvia Di Pietro erreichte den sechsten Platz. Ende 2015 bei den Kurzbahneuropameisterschaften in Netanja wurde Codia Fünfter über 100 Meter Schmetterling und Siebter über 50 Meter Schmetterling. In der 4-mal-50-Meter-Lagenstaffel siegten im Endlauf Simone Sabbioni, Fabio Scozzoli, Matteo Rivolta und Marco Orsi. Für ihren Einsatz im Vorlauf erhielten auch Andrea Toniato, Piero Codia und Federico Bocchia eine Goldmedaille.
Im Mai 2016 bei den Europameisterschaften in London wurde Codia Vierter über 50 Meter Schmetterling mit 0,12 Sekunden Rückstand auf den drittplatzierten Briten Benjamin Proud. Auch über 100 Meter Schmetterling hatte Codia als Vierter 0,12 Sekunden Rückstand auf die Medaillenränge. Die 4-mal-100-Meter-Mixed-Lagenstaffel erreichte das Finale mit Christopher Ciccarese, Fabio Scozzoli, Ilaria Bianchi und Federica Pellegrini. Im Endlauf schwammen Simone Sabbiani, Martina Carraro, Piero Codia und Federica Pellegrini fast drei Sekunden schneller als die Vorlaufstaffel und erkämpften den zweiten Platz hinter dem britischen Quartett. Drei Monate später bei den Olympischen Spielen in Rio de Janeiro fand zunächst der Wettbewerb über 100 Meter Schmetterling statt. Codia schwamm die sechstschnellste Vorlaufzeit, im Halbfinale schied er mit der elften Zeit aus, eine Zehntelsekunde hinter der Zeit, die für den Finaleinzug nötig gewesen wäre. Einen Tag später verfehlte die 4-mal-100-Meter-Lagenstaffel mit Simone Sabbioni, Andrea Toniato, Piero Codia und Luca Dotto als Elfte der Vorläufe den Endlauf um eine Sekunde.

### 2017 bis 2019 mit dem Europameistertitel 2018
Bei den Weltmeisterschaften 2017 in Budapest schied Codia bei seinen Einzelstarts über die beiden kurzen Schmetterlingsstrecken jeweils als Zehnter im Halbfinale aus. Mit der 4-mal-100-Meter-Mixed-Lagenstaffel erreichte Codia das Finale, die Staffel belegte im Endlauf ohne Codia den achten Platz. Im Dezember bei den Kurzbahneuropameisterschaften in Kopenhagen siegte Matteo Rivolta über 100 meter Schmetterling mit 0,03 Sekunden Vorsprung vor Codia, 0,05 Sekunden hinter Codia wurde der Deutsche Marius Kusch Dritter. Über 50 Meter Schmetterling verpasste Codia als Neunter des Halbfinales den Endlauf um 0,05 Sekunden. In der 4-mal-50-Meter-Lagenstaffel schwammen im Vorlauf Niccolo Bonacchi, Nicolò Martinenghi, Piero Codia und Alessandro Miressi, im Endlauf wurden Simone Sabbioni, Fabio Scozzoli, Piero Codia und Luca Dotto Zweite hinter der russischen Staffel.
Im Juni 2018 gewann Codia bei den Mittelmeerspielen in Tarragona den Titel über 100 Meter Schmetterling mit neun Hundertstelsekunden vor Matteo Rivolta. Über 50 Meter Schmetterling erkämpfte er die Bronzemedaille mit einer Hundertstelsekunde vor dem Türken Ümit Güreş. Zwei Monate später bei den Europameisterschaften in Glasgow schied Codia über 50 Meter Schmetterling im Halbfinale aus. Über 100 Meter Schmetterling war er Vorlaufschnellster, im Halbfinale erreichte er den Endlauf als Achtbester mit 0,14 Sekunden Vorsprung auf den Neunten. Im Endlauf siegte Codia mit sechs Zehntelsekunden vor dem Franzosen Mehdy Metella. Vier Monate später bei den Kurzbahnweltmeisterschaften in Hangzhou wurde Codia Achter über 100 Meter Schmetterling. Über 50 Meter Schmetterling verfehlte er als Neunter des Halbfinales den Finaleinzug um 0,02 Sekunden.
2019 bei den Weltmeisterschaften in Gwangju fehlten Codia als Neuntem des Halbfinales 0,09 Sekunden zum Finaleinzug. Über 100 Meter Schmetterling schied er als 26. der Vorläufe aus. Im Dezember bei den Kurzbahneuropameisterschaften in Glasgow wurde Codia Achter über 100 Meter Schmetterling. Über 50 Meter Schmetterling wurde er erneut Neunter des Halbfinales, diesmal fehlten 0,06 Sekunden. Am Schlusstag wurden Simone Sabbioni, Fabio Scozzoli, Piero Codia und Alessandr Miressi Vierte mit der 4-mal-50-Meter-Lagenstaffel.

### 2021 und Weltmeisterschaftsgold 2022
Wegen der COVID-19-Pandemie wurden 2020 keine internationalen Meisterschaften ausgetragen. 2021 nahm Codia an den Europameisterschaften in Budapest teil. Er wurde Siebter über 50 Meter Schmetterling und Elfter im Halbfinale über 100 Meter Schmetterling. In der 4-mal-100-Meter-Lagenstaffel erreichten Thomas Ceccon, Alessandro Pinzuti, Piero Codia und Alessandro Miressi das Finale mit der drittbesten Vorlaufzeit. Im Endlauf siegten die Briten vor den Russen. Thomas Ceccon, Nicolò Martinenghi, Federico Burdisso und Alessandro Miressi schlugen als Dritte mit 0,43 Sekunden Rückstand auf die Russen an.
Im Juni 2022 bei den Weltmeisterschaften in Budapest verlor Codia über 50 Meter Schmetterling das Ausschwimmen um den letzten Halbfinalplatz. Über 100 Meter Schmetterling schied er als 14. im Halbfinale aus. In der 4-mal-100-Meter-Lagenstaffel schwammen Thomas Ceccon, Nicolò Martinenghi, Piero Codia und Lorenzo Zazzeri die drittschnellste Vorlaufzeit. Im Endlauf waren Thomas Ceccon, Nicolò Martinenghi, Federico Burdisso und Alessandro Miressi fünfeinhalb Sekunden schneller als die Vorlaufstaffel. Die Italiener gewannen in 3:27,51 Minuten und stellten damit den Europarekord der Briten ein. 0,28 Sekunden hinter den Italienern gewann die US-Staffel die Silbermedaille.
Zwei Monate nach den Weltmeisterschaften wurden die Europameisterschaften in Rom ausgetragen. Über 50 Meter Schmetterling wurde Codia einmal mehr Neunter im Halbfinale, eine Zehntelsekunde fehlte zum Finaleinzug. 2023 bei den Weltmeisterschaften in Fukuoka schied Codia auf beiden kurzen Schmetterlingsstrecken im Vorlauf aus.